# رافاييل بيريز (ضابط شرطة)
رافاييل بيريز (بالإنجليزية: Rafael Pérez)‏ هو ضابط شرطة أمريكي، ولد في 22 أغسطس 1967 في Humacao, Puerto Rico ‏ في بورتوريكو.